# Caso Inverlink
Inverlink era uno de los grupos financieros más agresivos de Chile a principios de la década de 2000. El grupo se dedicaba a la administración de fondos de pensiones, seguros generales, seguros médicos privados, fondos mutuos y acciones, y arrendamiento. Las firmas de Inverlink incluían a Inverlink Corredores de Bolsa, Inverlink Administradora General de Fondos, Inverlink Leasefactors, Inverlink Hipotecaria, Inverlink Consultores, Inverlink Asset Management e Inverlink USA. El holding también posee un 75,5% de la administradora de fondos de pensiones privada AFP Magister y es propietario de la aseguradora de salud Vida Plena.
En el año 2003 Pamela Andrada, secretaria del presidente del Banco Central de Chile Carlos Massad, fue despedida y puesta bajo investigación luego de que se sorprendiera enviando correos electrónicos con información confidencial desde la computadora de Massad al exdirector general de Inverlink, Enzo Bertinelli.
Durante la investigación se descubrió que Inverlink también había estado sobornando a un empleado de la Corporación de Fomento de la Producción (Corfo), la agencia estatal de desarrollo económico, para que le "prestara" certificados de depósito como garantía para operaciones a corto plazo en las que sacaba provecho de su información privilegiada. Para recaudar fondos para cubrir los retiros, comenzó a vender estos certificados. Se vendieron más de 100.000.000 de dólares a fondos mutuos y otras instituciones locales antes de que Corfo descubriera el robo.
El caso Inverlink sacudió al sistema financiero local el año 2003 y provocó la renuncia del presidente del Banco Central, Carlos Massad, y del regulador de valores, Álvaro Clarke.
En 2013 la Corte Suprema determinó la restitución de CLP 500.000.000 (aproximadamente US $ 850.000) del concejo municipal de La Pintana a Corfo. Corfo esperaba obtener CLP 50.000.000.000 de 26 reclamos similares.